# Cis bidentatus
Cis bidentatus là một loài bọ cánh cứng trong họ Ciidae. Loài này được Olivier miêu tả khoa học năm 1790.